# Luluni
Luluni é uma cidade e comuna rural, na circunscrição de Cadiolo, na região de Sicasso ao sul do Mali. A comuna inclui a cidade e 28 vilas. Segundo censo de 1998, havia 31 468 residentes, enquanto segundo o de 2009, havia 38 919.